# Pavle Branović

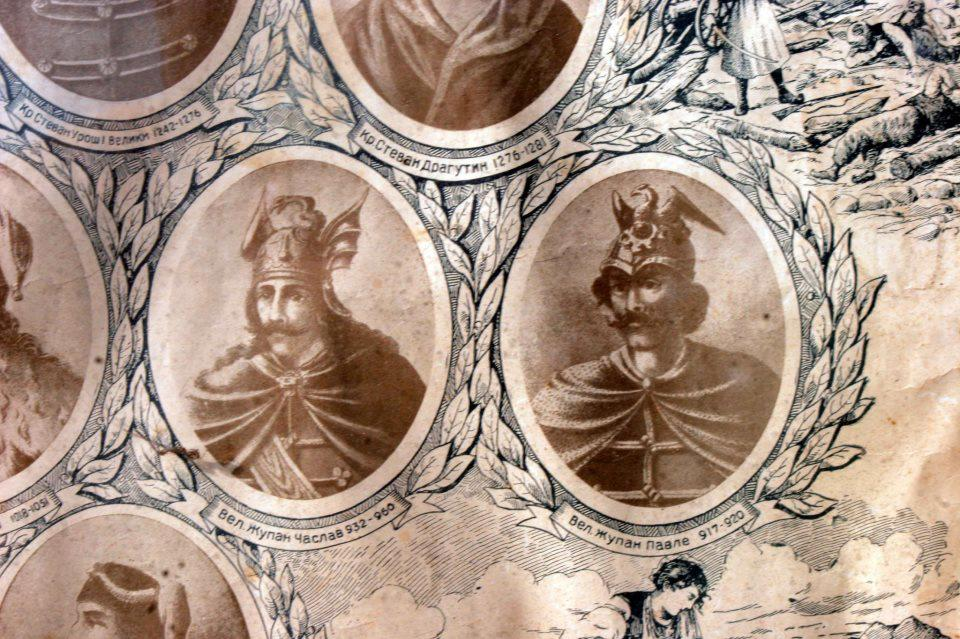
Pavle Branović (à droite — détail d'une illustration de 1902).

Pavle Branović, en serbe cyrillique Павле Брановић (917-923), fils de Brana Mutimirović, fut souverain serbe de la dynastie des Vlastimirović.

## La Guerre contre Byzance
Pavle est devenu souverain de Serbie après avoir chassé du trône son oncle Petar Gojniković, grâce à l’aide des Bulgares.
En 920, Byzance s’est remise de sa défaite contre les Bulgares, et envoya contre la Serbie de Pavle, une armée dirigée par Zaharija Pribislavljević, le fils de Petar Gojniković.
L’armée serbe de Pavle gagna la bataille contre les Byzantins et captura Zaharija. Pavle l’envoya en Bulgarie, où il dut prêter serment d’obéissance et fut retenu en otage auprès de Siméon.

## Changement de politique
Pavle devait son retour sur le trône de Serbie à Siméon Ier, et venait aussi de vaincre une armée byzantine. Mais malgré cette apparente politique pro-bulgare, il était parfaitement conscient de l’intérêt de la Serbie à être l’alliée de Constantinople plutôt que celle de la Bulgarie.
Et c'est pour cette raison qu'en 923, il s’allie ouvertement à l’empire byzantin. Siméon envoie la même année en Serbie une armée avec à sa tête Zaharija Pribislavljević qui cette fois battit son cousin Pavle.

## La perte du pouvoir
On ne sait pas ce qui est advenu de Pavle après la bataille. On sait seulement que Zaharija Pribislavljević était le nouveau seigneur des Serbes.